# Sociedad Gimnástica Lucense
La Sociedad Gimnástica Lucense fue un equipo de fútbol español fundado en 1943 en Lugo y desaparecido en 1952 que jugó en la Segunda División de España En el verano de 1952 la deuda acumulada era insalvable y la sociedad quedó finiquitada el martes 29 de julio.

## Historia
El club empezó su andadura en la temporada 1943/44 empezó a jugar en la Tercera División de España «tercer nivel en la liga antes de la aparición de la Segunda División B de España». Permaneció en la Tercera División durante seis años, hasta que en la temporada 1948/49, tras quedar tercero de grupo, ascendió a la Segunda División de España. Además llegó a disputar cuatro ediciones de copa, consiguiendo, como mejor posición, una quinta ronda en 1948 al quedar eliminado por el Club Ferrol. En la temporada 1951/52 quedó en decimosexta posición, descendiendo de categoría, trámite que no llegó a suceder dado que el club desapareció.

## Temporadas
| Temporada | Nivel | Categoría | Posición | Copa del Rey |
| --------- | ----- | --------- | -------- | ------------ |
| 1943/44   | 3     | 3.ª       | 6º       | 3ª ronda     |
| 1944/45   | 3     | 3.ª       | 1º       |              |
| 1945/46   | 3     | 3.ª       | 5º       |              |
| 1946/47   | 3     | 3.ª       | 2º       |              |
| 1947/48   | 3     | 3.ª       | 5º       | 5ª ronda     |
| 1948/49   | 3     | 3.ª       | 3º       | 4ª ronda     |
| 1949/50   | 2     | 2.ª       | 11º      | 1ª ronda     |
| 1950/51   | 2     | 2.ª       | 14º      |              |
| 1951/52   | 2     | 2.ª       | 16º      |              |

- 3 temporadas en Segunda División
- 6 temporadas en Segunda División B «llamada hasta 1977/78 como Tercera División»

## Palmarés
- Copa Galicia (1): 1943-44